# Höheres Kommando z.b.V. LIX
Het Duitse Höheres Kommando z.b.V. LIX (Nederlands: Hoger Korps Commando voor speciale inzet 59) was een soort Duits legerkorps van de Wehrmacht tijdens de Tweede Wereldoorlog. Het H.Kdo. werd voornamelijk gebruikt voor kustverdediging in het westen. 

## Krijgsgeschiedenis

### Oprichting
Het Höheres Kommando z.b.V. LIX werd opgericht op 10 oktober 1940 in Wehrkreis X in Lübeck.

### Westen

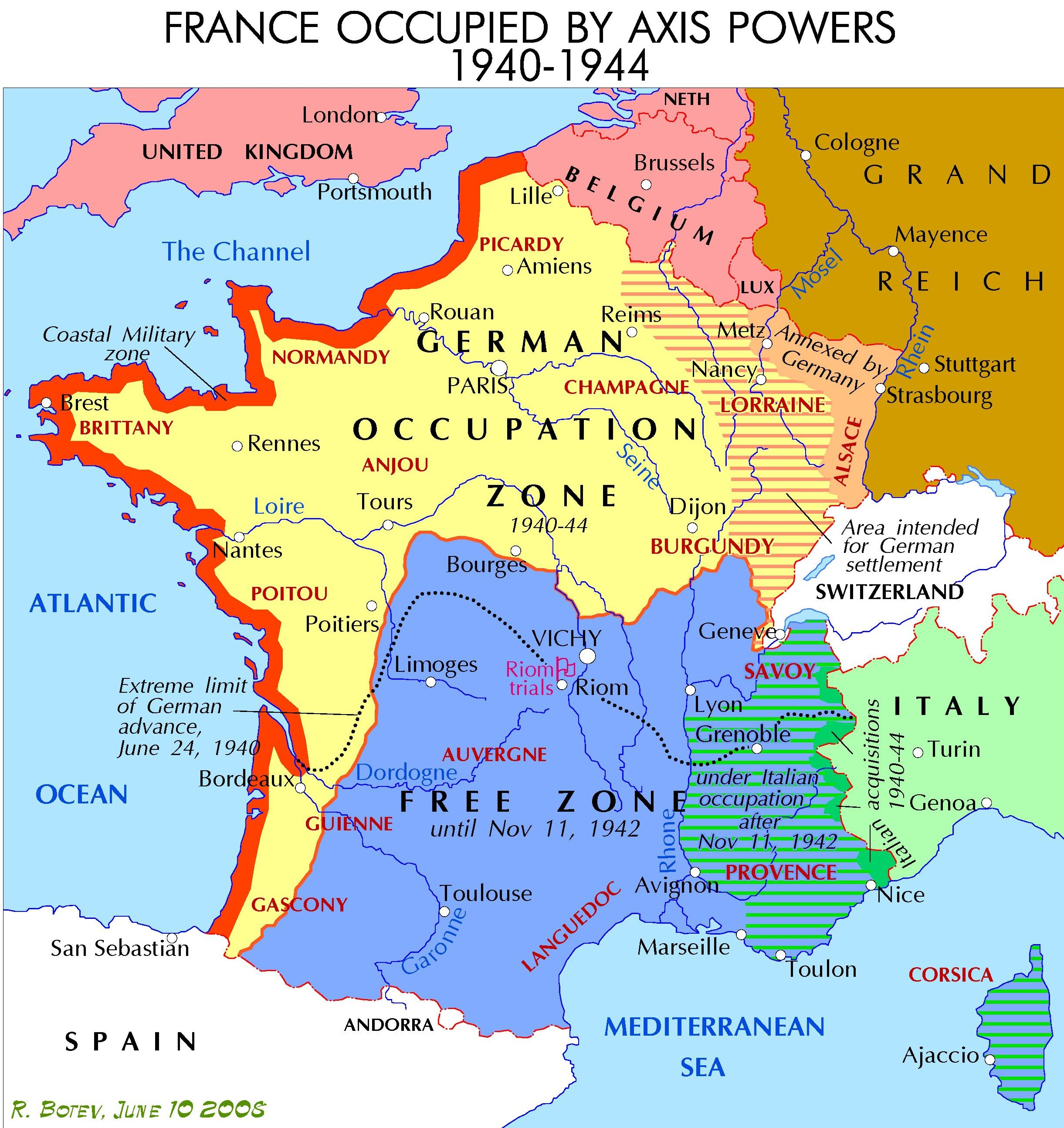
Bezet Frankrijk en Vichy-France

Het H.Kdo. werd eerst ondergebracht bij het 1e Leger. In november en december 1940 stonden de 87e en 294e Infanteriedivisies onder bevel en in de eerste maanden van 1941 waren dat de 16e, 87e en 294e Infanteriedivisies en de SS-Polizei-divisie. Vanaf maart 1941 werd het H.Kdo. vervolgens ingezet bij het 7e Leger voor kustverdediging aan de Atlantische kust. Tussen begin juni en begin december 1941 beschikte het H.Kdo. over de 81e, 246e, 305e en 715e Infanteriedivisies. In december 1941 werd het H.Kdo. naar het Oostfront verplaatst.
Het Höheres Kommando z.b.V. LIX werd op 20 januari 1942 omgedoopt naar 59e Legerkorps.

## Bovenliggende bevelslagen
| Leger    | Legergroep     | Plaats/regio        | Begin        | Eind         |
| -------- | -------------- | ------------------- | ------------ | ------------ |
| 1. Armee | Heeresgruppe D | Frankrijk           | oktober 1940 | maart 1941   |
| 7. Armee | Heeresgruppe D | Frankrijk, Poitiers | maart 1941   | januari 1942 |

## Commandanten
| Rang                   | Naam                     | Begin            | Eind             |
| ---------------------- | ------------------------ | ---------------- | ---------------- |
| General der Infanterie | Maximilian Schwandner    | 10 oktober 1940  | 28 december 1941 |
| General der Infanterie | Kurt von der Chevallerie | 28 december 1941 | 20 januari 1942  |